# NASA TV
NASA TV – amerykańska stacja telewizyjna. Jest jedyną telewizją kosmiczną w USA. Właścicielem jest NASA. W Polsce ten kanał można odbierać satelitarnie.
Siedzibą stacji jest Waszyngton. Telewizję tę można także odbierać przez platformę YouTube.
Od 1.04.2019 kanał dostępny jest na platformie Canal+ na pozycji 197 i 198.